# Бушуевка (Московская область)
Бушуевка — деревня в городском округе Шаховская Московской области.
Деревня расположена в западной части округа, примерно в 14 км к западу от райцентра Шаховская, у границы с Тверской областью, в болотистой местности, высота центра над уровнем моря 220 м. Ближайшие населённые пункты — Красный Берег на северо-восток и Волочаново на юго-востоке, а также Машутино Зубцовского района Тверской области на севере.
1994—2006 гг. — деревня Волочановского сельского округа Шаховского района.
2006—2015 гг. — деревня сельского поселения Степаньковское Шаховского района.
2015 г. — н. в. — деревня городского округа Шаховская Московской области.

## Население
| 2002 | 2006 | 2010 |
| ---- | ---- | ---- |
| 4    | ↗7   | ↘2   |